# Nikolaj Vangelov
Nikolaj Rumenov Vangelov (in bulgaro Николай Вангелов?; Sofia, 15 febbraio 1996) è un cestista bulgaro di formazione italiana.